# Soma Otani
Soma Otani (jap. 大谷 壮馬; * 25. Juli 1990 in Sakai, Präfektur Osaka) ist ein japanischer Fußballspieler.

## Karriere
Soma Otani erlernte das Fußballspielen in der Momoyama Gakuin University im japanischen Izumi. Seinen ersten Vertrag unterschrieb er am 1. August 2013 in Montenegro beim FK Berane. Der Verein aus Berane spielte in der zweiten Liga, der Druga Crnogorska Liga. 2014 wechselte er zum FK Slavija Sarajevo. Mit dem Verein aus Sarajevo spielte er in der Prva Liga Republike Srpske. Im Februar 2015 kehrte er zu seinem ehemaligen Verein FK Berane zurück. Hier stand er bis Mitte Mai 2015 unter Vertrag. Nach Vertragsende war er bis Ende 2015 vertrags- und vereinslos. Anfang 2016 zog es ihn nach Thailand. Hier unterzeichnete er einen Vertrag beim Pattaya FC. Der Verein aus dem Seebad Pattaya spielte in der dritten Liga, der damaligen Regional League Division 2. Pattaya spielte in der Bangkok/Eastern Region. 2017 wechselte er zum ebenfalls in der dritten Liga spielenden Krung Thonburi FC nach Thonburi. Thonburi spielte in der neugeschaffenen dritten Liga, der Thai League 3. Hier trat der Verein in der Lower Region an. Von September 2017 bis Oktober 2017 war er wieder vertrags- und vereinslos. Am 1. November 2017 verpflichtete ihn der laotische Verein Lao Toyota FC. Mit dem Verein aus der laotischen Hauptstadt Vientiane spielte er in der ersten Liga, der Lao Premier League. 2018 und 2019 feierte er mit Lao Toyota die laotische Fußballmeisterschaft. Das Endspiel um den Lao FF Cup im Jahr 2019 gewann man gegen Evo United FC mit 8:0. Anfang 2020 ging er in die Mongolei. Hier unterzeichnet er einen Vertrag beim Khaan Khuns-Erchim FC in Ulaanbaatar. Mit Erchim spielt er in der ersten Liga, der National Premier League. Anfang März 2021 kehrte er nach Kambodscha zurück. Hier nahm ihn der Erstligist National Police Commissary FC unter Vertrag. Im November 2021 zog es ihn nach Bangladesch, wo er einen Vertrag beim Muktijoddha Sangsad KC unterschrieb. Der Klub aus Dhaka spielt in der ersten Liga des Landes, der Bangladesh Premier League.

## Erfolge
Lao Toyota FC
- Laotischer Meister: 2018, 2019
- Laotischer Pokalsieger: 2019